# Helvetische Revolution in Brugg
Die Helvetische Revolution bezeichnet die Umwälzungen innerhalb der Alten Eidgenossenschaft 1797/98 vor der Gründung der Helvetischen Republik.

## Hintergrund
Im 18. Jahrhundert hatten in Brugg wenige alteingesessenen Familien die wichtigsten Ämter inne. Die Machtballung innerhalb eines kleinen Personenkreises zahlte sich nicht nur in der fast absoluten Herrschaft und in materiellen Vorteilen aus, sondern stärkte auch die Beziehungen zu den höchsten Kreisen der Stadt und Republik Bern.
Im ausgehenden 18. Jahrhundert fielen die Forderungen der Französischen Revolution nach Abschaffung der Privilegien der herrschenden Familien und den Untertanenverhältnissen in den aufgeklärten Kreisen der Alten Eidgenossenschaft auf fruchtbaren Boden, so auch in der Berner Munizipalstadt Brugg.

## Der Billard-Club
Viele Bürger interessierten sich für die Nachrichten aus dem Nachbarland Frankreich. Aufgrund einer Wirtschaftskrise waren die Leute unzufrieden und wünschten sich eine Veränderung der Verhältnisse. 1792 erliess Bern ein Verbot für zwei "besonders gefährliche" Schriften und untersagten auch noch alle Zeitungen und Flugblätter aus Frankreich. 1793 wurden aber einige wieder bewilligt. 1797 schlug die Zensur erneut zu. Im Februar 1798 wurde ein Verbot auf alle Clubs und Privatgesellschaften mit politischem Zweck verhängt. Die Brugger Aristokratie betrachtete die Entwicklungen in der Stadt mit Misstrauen, denn Bürger forderten Gleichheit und Wahlrechte. Seit 1796 trafen sich junge Männer, die politisch interessiert waren, in der Weinstube des Städtchens. Sie diskutierten, getarnt als Billard-Club, über Ereignisse und Entwicklungen in Frankreich und überlegten, wie diese in der Eidgenossenschaft, vor allem im Staat Bern, eingeführt werden könnten. Karl-Friedrich Zimmermann (1765–1823) und Johann Jakob Bächli jr. waren die geistigen Köpfe des Billard-Clubs und Söhne der Brugger Aristokratie. Der dritte Wortführer war Samuel Stäbli (1766–1820).

## Der erste Schlagabtausch
Als Anfang 1797 der Schultheiss Vätterlin starb, kam es zum ersten Mal zu einer offenen Kampfwahl zwischen dem Billard-Club und dem Brugger Rat. Aus den acht Räten musste ein Nachfolger für Vätterlin gewählt werden. Danach war der kleine Rat zu ergänzen, wobei hier eine Person aus dem Grossen Rat nachrückte. Zuletzt wurde der Grosse Rat mit einem Mitglied der Kleinglocke aufgefüllt. Da sie alle nur Mitglieder der Kleinglocke waren, konnte keines der Mitglieder des Billard-Clubs in den Kleinen Rat vorrücken. Aus den Reihen der Berntreuen setzte sich Johannes Frey durch und wurde zum Schultheissen gewählt.

## Die Machtprobe
Die Französischen Heere bedrohten die Eidgenossenschaft. Als sich die Waadt 1798 von Bern lossagte, wurde der Grosse Rat in Bern erweitert, um eine gemeinsame Lösung zu finden. Jede Landstadt und jede Landvogtei sollte einen Vertreter abordnen. In Brugg kam es deshalb zum Kräftemessen zwischen dem Regiment und den Befürwortern einer Neuerung. Als Amtsschultheiss Bächli die Nachricht erhielt, bezog er zunächst nur den Kleinen Rat ein. Johannes Frey wurde mit nur einer Gegenstimme gewählt. Als der einzige Gegner der Wahl nun an den Grossen Rat von Brugg appellierte, wurde dieser zusätzlich einberufen. Doch auch hier bestätigte die Mehrheit die Wahl. Der "Revolutionspfarrer" Jakob Emanuel Feer, Freys ausgesprochendster politischer Gegner, forderte nun den Einbezug der Bürgerschaft – doch auch die Mehrheit der Bürgerschaft wählte Frey. Johannes Frey wurde somit von Rat und Bürgern als Repräsentant von Brugg in den erweiterten Grossen Rat von Bern gewählt. Wohl wegen starken Anfeindungen seiner politischen Widersacher, lehnte er die Wahl jedoch ab. Es waren danach mehrere Wahlgänge nötig. Drei gewählte lehnten ab. Zimmermann mit der Bemerkung, er sei in Brugg nötiger als in Bern. Er schlug den in Bern lebende Brugger Bürger Albrecht Rengger vor, der sodann gewählt wurde. Es wurde auch ein Comité gegründet, das aber von Bern wieder aufgelöst wurde.

## Tanz um den Freiheitsbaum
Am Mittwoch, den 31. Januar 1798 mussten die vier Brugger Kompanien abmarschieren. Sie hatten die Truppen der Stadt sowie der Landvogteien Königsfelden und Schenkenberg umfasst. Dennoch waren die militärischen Bemühungen vergeblich, denn die Truppen Frankreichs marschierten in die Schweiz ein. Am 5. März fiel Bern. Sofort wurde das Comité einberufen, das die Macht in Brugg übernahm. Am 8. März erhielten sämtliche Gemeinden der umliegenden Landvogteien, mit denen die Stadt so manchen Streit ausgefochten hatte, ein Schreiben. Darin erklärte das Comité im Namen der Bürgerschaft, dass sie keine Auseinandersetzungen mit ihnen mehr wollten. Die neuen Machthaber in Brugg wussten genau, dass die berntreuen Kräfte auf dem Land noch gross waren.